# Municipio de Mantua (Ohio)
El municipio de Mantua (en inglés: Mantua Township) es un municipio ubicado en el condado de Portage en el estado estadounidense de Ohio. En el año 2010 tenía una población de 4811 habitantes y una densidad poblacional de 69,87 personas por km².

## Geografía
El municipio de Mantua se encuentra ubicado en las coordenadas 41°18′44″N 81°14′49″O / 41.31222, -81.24694. Según la Oficina del Censo de los Estados Unidos, el municipio tiene una superficie total de 68.85 km², de la cual 67,89 km² corresponden a tierra firme y (1,4 %) 0,97 km² es agua.

## Demografía
Según el censo de 2010, había 4811 personas residiendo en el municipio de Mantua. La densidad de población era de 69,87 hab./km². De los 4811 habitantes, el municipio de Mantua estaba compuesto por el 98,77 % blancos, el 0,29 % eran afroamericanos, el 0,1 % eran amerindios, el 0,25 % eran asiáticos, el 0,15 % eran de otras razas y el 0,44 % eran de una mezcla de razas. Del total de la población el 0,77 % eran hispanos o latinos de cualquier raza.